# سفارة أوكرانيا في العراق
سفارة أوكرانيا في العراق هي أرفع تمثيل دبلوماسي لدولة أوكرانيا لدى العراق. تقع السفارة في بغداد وهي تهدف لتعزيز المصالح الأوكرانية في العراق.

## وصلات خارجية
- الموقع الرسمي
- قائمة سفارات أوكرانيا
- قائمة السفارات في العراق